# Université des études internationales du Sichuan
L'université des études internationales du Sichuan (四川外国语大学, en anglais Sichuan International Studies University, ou SISU) est située à Chongqing. Elle a été fondée en avril 1950 sous l’impulsion de révolutionnaires prolétariens de la première génération, tels Zhou Enlai, Deng Xiaoping et Liu Bocheng.

## Historique
Depuis sa fondation, elle a connu cinq phases :
- Unité de formation en russe de l'université militaire et politique du Sud-Ouest de l'APL (Armée populaire de libération)
- Section de russe de la Seconde École supérieure de l’Infanterie de l’APL
- Département de russe de l’université révolutionnaire du Peuple du Sud-Ouest de Chine
- École supérieure spécialisée de russe du Sud-Ouest
- Université des études internationales du Sichuan.